# Centro Integrado de Formación Profesional Aguas Nuevas de Albacete
El Centro Integrado de Formación Profesional Aguas Nuevas de Albacete (CIPF Aguas Nuevas) es un centro de estudios de Formación Profesional situado al suroeste de la ciudad española de Albacete. Fundado en 1968, es el centro integrado de formación profesional decano de Castilla-La Mancha. Desde 2007 es también sede del Centro de Formación Aeronáutica de Albacete.
El centro, que cuenta con una extensión de más de 100 hectáreas, oferta FP inicial así como formación para el empleo en sus modalidades de FP ocupacional (para desempleados) y FP continua (para trabajadores en activo), convirtiéndose en el primer centro de Castilla-La Mancha en el que se integran los tres subsistemas de la Formación Profesional en España. Entre sus instalaciones cuenta con una residencia no universitaria por la que pasan alumnos procedentes de toda España.
Dada la importancia del centro referente a nivel nacional, los reyes Felipe y Letizia han inaugurado hasta en dos ocasiones el curso de Formación Profesional en España en el centro de la capital manchega, en 2010 y 2022.

## Historia
El centro vio la luz en 1968 con el nombre de Centro de Capacitación y Experiencias Agrarias. En el 2000 fue transferido a la Junta de Comunidades de Castilla-La Mancha. 
Desde 2007 alberga las instalaciones del Centro de Formación Aeronáutica de Albacete, que es el único centro público de España, autorizado por la Agencia Europea de Seguridad Aérea (EASA), en el que se pueden conseguir las licencias B1 (Aeromecánica) y B2 (Aviónica), con el que comparte sus grandes instalaciones, aunque se trata de dos importantes centros independientes integrados en una infraestructura común, uno de Formación Profesional y otro de aeronáutica. 

### Inauguración del curso de Formación Profesional en España de los reyes Felipe y Letizia
Los príncipes de Asturias, Felipe y Letizia, inauguraron el curso de Formación Profesional 2010-2011 en España en el centro en 2010.
En 2022 el centro fue elegido por segunda vez por la reina Letizia para inaugurar oficialmente el curso de Formación Profesional 2022-2023 en España, acompañada de la ministra de Educación y Formación Profesional, Pilar Alegría.

## Titulaciones
El centro, que cuenta con cerca de medio millar de alumnos, destaca por la excelencia en su formación. Participa en proyectos pioneros como la construcción de cuatro aviones no tripulados propulsados por pila de hidrógeno o el empleo  de la realidad virtual en las enseñanzas en energías renovables así como en el Programa Erasmus.
Algunos de los estudios de Formación Profesional que se imparten en el centro son los siguientes:
- Ciclos Formativos de Grado Superior
  - Gestión Forestal y del Medio Natural
  - Ganadería y Asistencia en Sanidad Animal
  - Energías Renovables (desde 2020; anteriormente Eficiencia Energética y Energía Solar Térmica)
  - Diseño y Amueblamiento
  - Mantenimiento de Sistemas Electrónicos y Aviónicos en Aeronaves
  - Mantenimiento Aeromecánico de Helicópteros con Motor de Turbina
  - Mantenimiento Aeromecánico de Aviones con Motor de Turbina

- Ciclos Formativos de Grado Medio
  - Jardinería y Floristería
  - Producción Agroecológica
  - Técnico en Instalación y Amueblamiento
  - Fabricación a Medida e Instalación de Carpintería y Mueble
  - Montaje de Estructuras e Instalación de Sistemas Aeronáuticos